# Marker DNA
Markery masy DNA to plazmidy pocięte enzymami restrykcyjnymi na fragmenty o określonej masie cząsteczkowej. Są one wykorzystywane w elektroforezie kwasów nukleinowych. Ułatwiają ocenę wielkości innych, porównywanych cząsteczek, na podstawie porównania szybkości wędrówki w żelu elektroforetycznym markerów z analizowanymi kwasami nukleinowymi.